# SS Bovic
O SS Bovic foi um navio a vapor operado pela White Star Line e construído pelos estaleiros da Harland and Wolff em Belfast.

## História
Seu lançamento ocorreu no dia 28 de junho de 1892, sendo concluído em agosto. Sua viagem inaugural ocorreu no dia 26 de agosto de 1892, saindo de Liverpool para Nova Iorque. O navio foi originalmente concebido para o transporte de gado, mas também transportava um pequeno número de passageiros; mais tarde foi convertido para transportar apenas passageiros. Seu navio-irmão foi o Naronic, que se perdeu no mar em 1893.
Em 19 de agosto de 1915, ao largo da costa do sul da Irlanda, ele quase tornou-se presa do submarino U-24, que havia afundado outras quatro embarcações na mesma região, incluindo o SS Arabic da própria White Star Line. O Bovic foi perseguido pelo submarino, mas conseguiu escapar.
Em 1917, ele foi requisitado para servir durante a Primeira Guerra Mundial.
Em 1922, ele foi vendido para a companhia Leyland Line e renomeado como SS Colonian. Ele foi posteriormente desmontado em Roterdão (Países Baixos) no ano de 1928.